# Sønderjyske Motorvej
De Sønderjyske Motorvej (Nederlands: Zuid-Jutlandse autosnelweg) is een autosnelweg in Denemarken, die van knooppunt Skærup ten noorden van Kolding naar de Duitse grens bij Flensburg loopt. Bij de grens sluit de Sønderjyske Motorvej aan op de A7. Bij Skærup sluit de Sønderjyske Motorvej aan op de Østjyske Motorvej, bij Kolding op de Taulovmotorvejen en Esbjergmotorvejen.
Administratief is de Sønderjyske Motorvej bekend onder het wegnummer M50 (Motorvej 50). Echter wordt op de bewegwijzering enkel het E-nummer gebruikt (E45).

## Geschiedenis
De Sønderjyske Motorvej is in delen tussen 1970 en 1984 opengesteld.